# Kamanhalli, Hangal
Kamanhalli là một làng thuộc tehsil Hangal, huyện Haveri, bang Karnataka, Ấn Độ.